# Dave Hill
Dave Hill (ur. 4 kwietnia 1946 w Fleet Castle w Wielkiej Brytanii) – angielski muzyk rockowy. Gitarzysta i drugi wokalista glamrockowego zespołu Slade.